# 深沢梨絵
深沢 梨絵（ふかざわ りえ、1月27日 - ）は、日本の小説家。宮城県仙台市出身、東京都在住。血液型AB型。ボーイズラブ小説を主に執筆している。
1984年から1985年に小説JUNEにて数本の作品を掲載後、数年のブランクを経て1992年に『FINAL CUT』で単行本デビュー。

## 作品リスト
- ファイナル・カット（1992年）
- 桜の園（1992年、原作：吉田秋生）
- 本気で欲しけりゃモノにしろ!（1993年、イラスト：真木しょうこ）
- ベイビー・ステップ―本気で欲しけりゃモノにしろ! （1993年、イラスト：真木しょうこ）
- 微熱ベーゼ 本気で欲しけりゃモノにしろ!（1993年、イラスト：真木しょうこ）
- 紅かんざし（1994年、イラスト：波津彬子）
- 伝心パスワード〈上〉 本気で欲しけりゃモノにしろ! （1994年、イラスト：真木しょうこ）
- 伝心パスワード〈下〉 本気で欲しけりゃモノにしろ! （1995年、イラスト：真木しょうこ）
- ファイナル・カット（1995年、イラスト：加藤知子）
- 放課後のビューポイント 本気で欲しけりゃモノにしろ! （1996年、イラスト：真木しょうこ）
- いとしのレプリカ（1997年、イラスト：真木しょうこ）
- KISS&TRUTH いとしのレプリカ 2 （1998年、イラスト：真木しょうこ）
- 千と百年の黙示録 ヴェネツィア幻史（1999年、イラスト：小菅久実）
- graduation ラファエル天使論序説（2000年、イラスト：加藤正憲）
- 幸福な降伏 いとしのレプリカ 3 （2001年、イラスト：真木しょうこ）
- 悩める助祭の緑の季節（2010年、イラスト：ciel）